# Matjaž Rozman
Matjaž Rozman (* 3. Januar 1987 in Ptuj, SFR Jugoslawien) ist ein slowenischer Fußballspieler auf der Position eines Torwarts.

## Karriere
Matjaž Rozman begann seine Karriere in der Jugend seines Heimatvereines NK Drava Ptuj. Noch in jungen Jahren wechselte er zum NK Aluminij, wo er in zwei Spielzeiten auf 36 Einsätze in der zweithöchsten slowenischen Spielklasse kam. 2007 ging er zum Erstligisten Interblock Ljubljana und setzte sich dort als Stammkeeper durch. Mit Interblock gewann er 2008 den Landespokal und den Supercup, beim Pokalsieg 2009 war er hinter Strajnar Janez Ersatztorhüter. Im UEFA-Pokal 2008/09 scheiterte er mit dem Klub in der 2. Qualifikationsrunde an Hertha BSC, ein Jahr später war in der Europa League, dem Nachfolgewettbewerbs des UEFA-Pokals, in der 3. Qualifikationsrunde gegen Metalurh Donezk Schluss.
Im Januar 2010 wechselte er ins Ausland und heuerte beim deutschen Zweitligisten SpVgg Greuther Fürth an, wo er einen Vertrag bis 2012 unterzeichnete. Weder in der Rückrunde dieser noch in der Hinrunde der folgenden Saison kam er jedoch zum Einsatz. Als dann Stammtorhüter Max Grün Anfang 2011 verletzt ausfiel, kam er wieder nicht zum Zug. Vielmehr wurde eine neue Nummer eins nachverpflichtet und die bisherige Nummer drei Jasmin Fejzić wurde sein Ersatz. An seiner Stelle wurde Rozman in der Regionalligamannschaft eingesetzt. Im Sommer 2011 verließ er daher die SpVgg. Nach einjähriger Vereinslosigkeit schloss er sich dem slowenischen Erstligisten NK Rudar Velenje an und wurde umgehend Stammtorhüter. Nach drei Spielzeiten als Stammkraft wechselte er in die kroatische Erstklassigkeit zu NK Slaven Belupo Koprivnica, wo er abermals als Stammtorhüter agierte.
Nach nur einer Saison kehrte er wieder nach Slowenien zurück und heuerte beim NK Celje an. Dort kam er in den acht Meisterschaftsspielen nach seinem Wechsel jeweils über die vollen 90 Minuten zum Einsatz, saß danach 13 Spiele ohne Einsatz auf der Ersatzbank und war in den letzten sieben Ligaspielen abermals Stammtorhüter. Die ersten sieben Spiele der Saison 2017/18 begann Rozman unter dem nur kurzzeitigen Trainer Tomaž Petrovič als erster Torhüter. Ab der siebenten Meisterschaftsrunde musste er dem knapp elf Jahre jüngeren Metod Jurhar weichen; dieser übernahm fortan die Rolle des Stammtorhüter. Weder unter Petrovič noch unter dem Mitte September folgenden Dušan Kosič kam Rozman daraufhin noch zu Pflichtspieleinsätzen und sitzt seitdem auf der Ersatzbank des NK Celje.

## Nationalmannschaft
Rozman bestritt zwischen 2008 und 2009 fünf Einsätze in der slowenischen U-21-Nationalmannschaft.